# Der Kuss des Schmetterlings
Der Kuss des Schmetterlings (Originaltitel: Un baiser papillon) ist ein französisches Filmdrama von Karine Silla aus dem Jahr 2011 über die Schicksale und Familien dreier Frauen, die von Valeria Golino, Elsa Zylberstein und Cécile de France gespielt werden.

## Handlung
Die in Paris lebende Restauratorin Billie ist unheilbar an Krebs erkrankt, was sie jedoch seit mehreren Monaten vor ihrem Mann Louis und den gemeinsamen Töchtern Manon und Fleur verheimlicht. Weil sie früher oder später doch mit der Wahrheit herausrücken muss, entschließt sie sich nach einem gemeinsamen Kinobesuch, Louis über ihre Erkrankung aufzuklären. Als sie ihm erzählt, dass sie todkrank sei und nur noch wenige Monate zu leben habe, will es Louis zunächst nicht wahrhaben. Auch Ärzte könnten sich irren. Louis, der als Anwalt zurzeit einen Mann verteidigen soll, der seine Frau umgebracht hat, versucht in der Folge, Billie zu schonen und ihr so viel wie möglich im Haushalt abzunehmen. Als Louis schließlich auch die beiden Töchter Manon und Fleur einweiht, rückt die Familie noch enger zusammen.
Billies Freundin, die Schauspielerin Marie, die über Billies Zustand schon länger Bescheid weiß und ihr immer wieder Mut macht, sehnt sich derweil nach einem Kind. Ihr Arzt meint jedoch, dass ihre Chancen schlecht stünden, mit 38 noch schwanger zu werden, und empfiehlt ihr daher eine künstliche Befruchtung. Ihr um einige Jahre jüngerer Mann Samuel ist zwar bereit, es mit der künstlichen Befruchtung zu versuchen, reagiert jedoch zunehmend gereizt auf ihren unbedingten Wunsch, ein Kind zu bekommen. Als Dirigent eines Orchesters hat er bereits genug um die Ohren. Ein Konzert steht an, doch seine Musiker, vor allem eine junge Cellistin, spielen ihm nicht leidenschaftlich genug. Nach einem Streit mit Samuel sucht Marie ihre Mutter in deren Friseursalon auf und wirft ihr wütend vor, mit 20 ein Kind auf ihren Rat hin abgetrieben zu haben und nun nicht mehr schwanger werden zu können. Auch die künstliche Befruchtung erweist sich kurz darauf als erfolglos.
Billies Krankenschwester Alice hat ein ganz anderes Problem. Ihr kleiner Sohn Gabriel hat Angst, im Dunkeln allein zu schlafen, und weckt sie regelmäßig in der Nacht auf. Alice sucht deshalb Hilfe bei einer Psychiaterin. Auch hat sie das Leben in Paris satt, wo sie von einem rücksichtslosen Autofahrer fast überfahren und dann wüst beschimpft wird. Sie sehnt sich nach ihrer kleinen Heimatstadt zurück, die sie verlassen hat, um in der Großstadt ein aufregendes Leben zu führen. Inzwischen hat jedoch der Alltagstrott sie auch in Paris eingeholt, wofür sie ihren Mann Raphaël verantwortlich macht. Er wolle immer nur Urlaub auf der Île de Ré machen und mache überhaupt alles so, wie er es schon als Kind getan habe, anstatt mal etwas Neues auszuprobieren. Die Psychiaterin meint derweil, dass Alices Sohn Gabriel unterbewusst ihre eigenen Ängste spüre – todkranke Menschen zu betreuen, sei nicht leicht – und dass Gabriel deshalb nicht im Dunkeln schlafen könne und auch nicht mit Trennungen zurechtkomme.
Louis’ Bruder Paul, der mit Marie liiert war und nun nach längerer Abwesenheit nach Paris zurückgekehrt ist, sieht eines Abends die Prostituierte Nataliya – sie kennen sich bereits seit Längerem – auf der Straße wieder. Nataliya, die eigentlich Lehrerin werden wollte, hat hohe Schulden bei ihrem Zuhälter, der ihr droht, ihren in der Ukraine lebenden Sohn umzubringen, sollte sie das Geld nicht beschaffen. Paul, der sich in Nataliya verliebt hat, gelingt es jedoch, beim Pokerspielen mit dem Zuhälter die geforderte Summe zu erspielen und so Nataliyas Schulden zu begleichen.
Billie geht es unterdessen immer schlechter. Alice versucht, ihr Mut zu machen, und berichtet ihr von ihrem eigenen kleinen Wunder: Gabriel habe endlich eine Nacht durchgeschlafen. Billie bemüht sich, auch weiterhin für ihre Töchter da zu sein. Manon, die die Schule vernachlässigt und auf eine Karriere als Sängerin hofft, solle sich auf ihren Abschluss konzentrieren. Weil Manon ihre Schwester Fleur zu spät vom Ballettunterricht abgeholt hat und beide erst spät nach Hause kommen, reagiert Louis ungehalten, entschuldigt sich jedoch gleich darauf bei Manon. Die Situation sei für alle nicht einfach. Louis, der seinen Mandanten nicht länger verteidigen will, hat zudem bei der Geburtstagsfeier seiner Mutter Madeleine erfahren, dass er und Paul nicht denselben Vater haben. Paul habe es bereits seit einem Jahr gewusst und auf Madeleines Drängen hin für sich behalten.
Samuels Konzert läuft schließlich besser als erwartet. Der im Publikum sitzenden Marie wird dabei klar, dass Samuel sie mit der Cellistin betrügt. Als sie ihm die Affäre auf dem Nachhauseweg vorwirft und ihn auffordert, die Cellistin aus dem Orchester zu werfen, platzt Samuel der Kragen. Er kann ihre Beziehung nicht länger ertragen und lässt Marie allein bei ihrem Auto stehen. In einem Bistro kommt Marie anschließend mit dem Sohn des arabischen Inhabers ins Gespräch. Sie sind sich bereits begegnet, als der junge Mann auf der Flucht vor der Polizei – er hatte mit seinen Brüdern mehrere Autos angezündet – hinter den Kulissen eines Theaters landete, wo Marie gerade auf der Bühne stand. Im Lagerraum des Bistros kommen sich beide schließlich näher. Marie wird daraufhin schwanger. Alice wiederum lässt überraschend ihren Mann, der nichts ahnt, allein mit Gabriel in den Urlaub auf die Île de Ré fahren. Gabriel zeigt sich beim Abschied am Bahnhof gelassen, und Alice verlässt zufrieden, aber auch nachdenklich den Bahnsteig. Billie, die zuletzt ein Bild restauriert hat, das sie mit ihren verstorbenen Eltern verbindet, und die Fleur noch bei einer Ballettaufführung von Rotkäppchen in der Titelrolle erleben konnte, stirbt in ihrem Bett. Als Manon nach ihrem erfolgreichen Schulabschluss nach Hause kommt, findet sie ihren Vater trauernd am Bett ihrer toten Mutter vor.

## Hintergrund

### Familienprojekt
Der Film war die erste Regiearbeit der senegalesisch-französischen Schauspielerin Karine Silla, die auch das Drehbuch schrieb. Ihr Ehemann, der Schauspieler Vincent Perez, übernahm bei ihrem Regiedebüt die Rolle des Louis. Die gemeinsame Tochter Iman Perez ist im Film als Louis’ und Billies Tochter Fleur zu sehen. Fleurs ältere Schwester Manon wurde wiederum von Imans Halbschwester Roxane Depardieu gespielt, die aus einer Beziehung Sillas mit Gérard Depardieu hervorging, der im Film einen kleinen Gastauftritt als Manons Schuldirektor hat. Produziert wurde der Ensemblefilm, dessen Budget bei 6,09 Millionen Euro lag, von der Produktionsfirma EuropaCorp, die Sillas Schwager Luc Besson gehört.

### Dreharbeiten

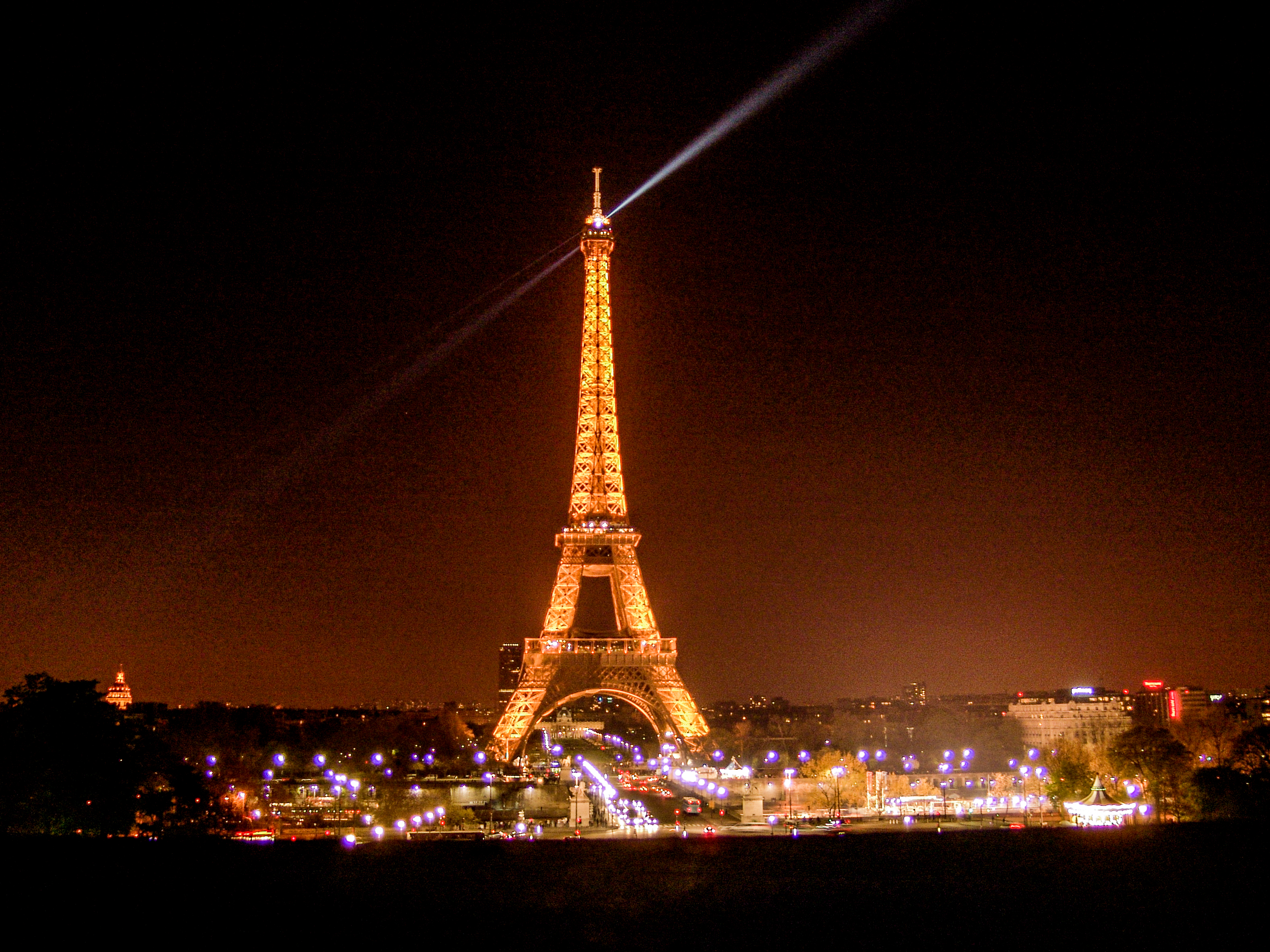
Der nachts erleuchtete Eiffelturm, ein Bildmotiv des Films

Die Dreharbeiten fanden von Mai bis Juli 2010 in Paris statt. Gedreht wurde unter anderem vor der Opéra Garnier, im Théâtre du Châtelet, im Théâtre Marigny, an der Place de Catalogne, auf dem Schulgelände des Lycée Jean-Baptiste-Say und im Pariser Vergnügungsviertel Pigalle.
Die drei weiblichen Hauptfiguren Billie, Marie und Alice wurden dabei – im Kontrast zu den dunklen Pigalle-Szenen von Paul und Nataliya – vornehmlich mit einem jeweils eigenen Farbschema in Szene gesetzt: Billie in Gelb (mütterlich), Marie in Rot (leidenschaftlich) und Alice in Blau (geradlinig). Als Szenenbildner fungierte Jean-Vincent Puzos. Für das Kostümbild war Olivier Bériot zuständig.

## Soundtrack
Die Filmmusik komponierte Angelo Badalamenti, der vor allem für seine vielfache Zusammenarbeit mit David Lynch bekannt ist. In Der Kuss des Schmetterlings fand so auch Badalamentis Komposition Laurens Walking aus dem David-Lynch-Film Eine wahre Geschichte – The Straight Story (1999) in mehreren Szenen von Sillas Film erneut Verwendung.
Bei dem Musikstück, das im Film von der Cellistin Camille Thomas geprobt wird, handelt es sich um das Konzert in g-Moll für zwei Violoncelli und Orchester (RV 531) von Antonio Vivaldi. Das Stück, das Samuel im Film mit seinem Orchester einstudiert, ist Vivaldis Konzert in g-Moll für Violoncello und Orchester (RV 416). Die im Film gezeigte Ballettinszenierung von Rotkäppchen wird musikalisch vom „Tanz der Stunden“ aus der Oper La Gioconda von Amilcare Ponchielli begleitet. Im Film zu hörende Songs und Kompositionen sind zudem:
- Rehab von Amy Winehouse
- You Never Can Tell von Chuck Berry
- The Greatest von Cat Power
- Lakmé: Blumenduett von Léo Delibes
- Word to the Wise von Noble Society
- Klaviersonate Nr. 2 in b-Moll, op. 35: Grave von Frédéric Chopin

## Rezeption

### Veröffentlichung
Der Kuss des Schmetterlings kam am 1. Juni 2011 in die französischen Kinos, wo sich das Filmdrama nach einer Woche mit nur 47.715 Zuschauern als großer Flop herausstellte. Am 8. Juni 2011 folgte der Kinostart in Belgien. In Deutschland wurde der Film erstmals am 1. Juni 2012 auf DVD veröffentlicht.

### Kritiken
Le Journal du Dimanche fand, dass es dem Filmdrama nicht an Charme mangle, es aber keine neue Geschichte erzähle. Die Situationen der Figuren und ihre Dialoge seien durchaus realistisch, doch sei das Dekor so üppig, dass man manchmal das Gefühl habe, „durch die Marie Claire für schöneres Wohnen zu blättern“, als einen Film anzuschauen. Die Regisseurin habe jedoch ihre Figuren, vor allem die Kinder, „mit warmem Blick“ in Szene gesetzt. Le Parisien zufolge glänze der Film durch seine Besetzung; vor allem Valeria Golino sei „bemerkenswert“. Er habe am Ende jedoch weder Tiefe noch Leichtigkeit.
Le Monde konstatierte, dass Karine Silla in ihrem Debütfilm „ein bürgerliches Pariser Milieu“ zeichne, das „sowohl traumhaft als auch völlig körperlos“ sei. Das Drehbuch sei wiederum „sehr schulmäßig“. Es gebe Gefühle in Hülle und Fülle, eine bedrückende Ernsthaftigkeit und „eine Lawine von Stereotypen über Bescheidenheit, Wunder und die Zerbrechlichkeit der Dinge“. Als Zuschauer bekomme man eine Kost vorgesetzt, die „sowohl zu fade als auch zu süß“ sei.
Das Lexikon des internationalen Films bezeichnete Sillas Regiedebüt als „[m]itunter rührseliges, aber durchaus ehrlich gemeintes Betroffenheitskino“. Die einzelnen Handlungsstränge seien „geschickt miteinander verwobe[n]“. Zusammen würden sie einen „melodramatischen Blick auf drei Frauenschicksale in der Großstadt“ werfen.
Laut Alissa Simon von Variety werde der sich um drei Haushalte drehende Ensemblefilm von den „Geheimnissen und Sehnsüchten“ der weiblichen Hauptfiguren am Laufen gehalten und insgesamt in ein „wohlig warmes“ Licht getaucht. Das Drehbuch sei jedoch ein einziges Durcheinander und warte im weiteren Verlauf mit immer mehr Handlungssträngen auf. Die Figuren seien „oberflächlich“ gezeichnet, was auch nicht durch Sillas Regiestil begünstigt werde, der die Darsteller nur zu „nachsichtigen“ und „eintönigen“ Vorstellungen verleite, was besonders an Valeria Golinos „tapferem, sich jedoch dahinziehenden Sterbeprozess“ und an Elsa Zylbersteins „egozentrischer Theatralik“ deutlich werde. Bisweilen könnten die Dialoge immerhin „eine geistreiche Bemerkung“ und „einige allgemein gültige Sentiments“ vorweisen, die ihre Wirkung auf den Zuschauer im Heimkino möglicherweise besser entfalten könnten.

### Auszeichnungen
Der Film lief 2011 beim Montreal World Film Festival im internationalen Wettbewerb für Erstfilme um den Golden Zenith und erhielt in dieser Sektion eine spezielle Erwähnung der Jury. Beim Festival „Capri, Hollywood“ wurden Vincent Perez und Karine Silla mit dem Capri Arts Award ausgezeichnet.

## Deutsche Fassung
Die deutsche Synchronfassung entstand nach dem Dialogbuch von Henning Stegelmann.
| Rolle                   | Darsteller         | Synchronsprecher         |
| ----------------------- | ------------------ | ------------------------ |
| Billie                  | Valeria Golino     | Claudia Urbschat-Mingues |
| Marie                   | Elsa Zylberstein   | Claudia Lössl            |
| Louis                   | Vincent Perez      | Philipp Brammer          |
| Paul                    | Jalil Lespert      | Torben Liebrecht         |
| Samuel                  | Nicolas Giraud     | Alexander Brem           |
| Alice                   | Cécile de France   | Tanja Geke               |
| Manon                   | Roxane Depardieu   | Malika Bayerwaltes       |
| Fleur                   | Iman Perez         | Valeria Ceraolo          |
| Raphaël                 | Serge Hazanavicius | Matthias Klie            |
| Madeleine               | Édith Scob         | Marion Hartmann          |
| Maries Mutter           | Catherine Hiegel   | Angelika Bender          |
| Bistrobesitzer Abdallah | Abdallah Moundy    | Claus Brockmeyer         |
| Psychiaterin            | Laure Duthilleul   | Marina Köhler            |
| Schuldirektor           | Gérard Depardieu   | Manfred Lehmann          |